# Asparagus sprengeri
Asparagus sprengeri es una especie de la familia Asparagaceae. Es nativa de África.
Está considerado por PlantList como un sinónimo de A. aethiopicus

## Descripción
Es una hierba perenne de porte colgante, tallos arqueados (de hasta 60 cm) y hojas (cladodios) rígidas, aplanadas, lineares y muy mucronadas. Las flores son muy pequeñas, perfumadas, de color blanco o verde y dispuestas en racimos. El fruto tiene forma de baya roja.

## Taxonomía
Asparagus sprengeri fue descrita por Eduard August von Regel  y publicado en Species Plantarum, Editio Secunda 438. 1762.
Etimología
Ver: Asparagus
sprengeri: epíteto otorgado en honor del botánico alemán Carl Ludwig Sprenger.	